# Pedro María Solabarría Bilbao
Pedro María Solabarría Bilbao, conegut com a Periko Solabarria (Portugalete, 27 de gener de 1930 - Bilbao, 24 de juny de 2015) fou un sacerdot, obrer de la construcció i polític de l'esquerra abertzale basc.

## Infància i formació
Va néixer al carrer Santa María de Portugalete el 27 de gener de 1930. Fill d'un miner de Triano i una minyona de Bakio, Pedro va passar la guerra a Portugalete, en una casa que va quedar seriosament danyada per un bombardeig de l'aviació franquista.
Als onze anys va ingressar en el seminari menor a Gordexola, per prosseguir els seus estudis als de Bergara, Castillo-Elejabeitia (Artea) i Vitòria, on els va concloure als 24 anys, i fou ordenat sacerdot catòlic. Destinat pel Bisbat a la parròquia de la localitat minera de La Arboleda, va exercir el sacerdoci al barri de Triano durant nou anys, per ser després traslladat a la parròquia de Santa Teresa, a Barakaldo. Aquesta labor pastoral en zones de forta tradició obrera i gran conflictivitat política i social van fer que Solabarria desenvolupés una gran consciència política i social i ampliés els seus contactes amb el moviment obrer existent a la comarca d'Ezkerraldea.

## Capellà obrer
Pedro Solabarria, "Periko", és considerat com un dels pioners del moviment de capellans obrers a Espanya, juntament amb el jesuïta David Armentia, treballador de la fàbrica de Bandes de Etxebarri i participant actiu en la seva famosa vaga d'any 1967. Solabarria va obtenir permís de la diòcesi per treballar com a obrer a jornada completa. Va treballar com a capellà obrer de la construcció, tot participant en l'obra del tren dels Alts Forns de Biscaia, en la construcció de la Universitat del País Basc a Leioa o a la del pont de Rontegi. A causa de la seva dedicació a treballs molt durs a l'aire lliure va contreure una malaltia respiratòria crònica.
Durant la dictadura franquista el seu contacte amb el món obrer i laboral li fa participar en nombroses organitzacions sindicals i polítiques, com la Joventut Obrera Cristiana, la Germandat Obrera d'Acció Catòlica, i altres fora de la legalitat com USO, les primeres Comissions Obreres i el Front Obrer d'ETA, encara que no hi arribés a militar. També va col·laborar amb militants comunistes i socialistes.
La seva activitat política li va valer ser empresonat a la presó de Zamora (especial per a capellans) i diverses vegades en la de Basauri. Perdé la seva ocupació com a sacerdot i acabà treballant exclusivament com a peó de la construcció.

## Activitat política
L'any 1975 ingressa al sindicat abertzale LAB. La seva entrada en la política es produeix com a candidat d'Euskadiko Ezkerra al Parlament espanyol en les eleccions generals espanyoles de 1977. Posteriorment abandonaria aquesta coalició per integrar-se a 1978 a Herri Batasuna.
Com a membre d'Herri Batasuna va ser candidat al Congrés dels Diputats per Biscaia a les eleccions generals espanyoles de 1979 i 1982, essent escollit diputat totes dues ocasions. Va ser, per tant, diputat a la I i II legislatures, encara que pel boicot de la seva coalició a les institucions polítiques espanyoles, no va participar a cap sessió del Congrés.
També va ser candidat d'Herri Batasuna a les eleccions al Parlament Basc de 1980, encara que va renunciar a la seva acta de parlamentari basc. Seria també escollit regidor a Barakaldo i membre de les Juntes Generals de Biscaia entre 1983 i 1991.
Posteriorment, va continuar la seva activitat política i social a Barakaldo, on també vivia, col·laborant amb la Plataforma Contra l'Exclusió Social Berri Otxoak i amb l'Assemblea d'Aturats de la localitat, entre d'altres. Així mateix, també participava ocasionalment en actes de l'esquerra abertzale. Durant les eleccions al Parlament Basc de 2012 va figurar en l'últim lloc de la llista d'EH Bildu per Biscaia.
El 2013 va ser escollit pregoner de les festes del Carmen de Barakaldo, malgrat l'aferrissada oposició del grup local del Partido Popular.
Va morir el 24 de juny de 2015 a Bilbao.